# Master (platenlabel)
Master was een platenlabel van Irving Mills waaronder jazzplaten werden uitgebracht.

## Geschiedenis
De uitgever en manager van Duke Ellington richtte het op in 1936 en vierde de oprichting van dit label en het label Variety met een feest en jamsessie, waarop Ellington een gelegenheidstrio vormde met Artie Shaw en Chick Webb en waar gasten als Benny Goodman, Count Basie en Lester Young hun opwachting maakten. Een van de succesvolle platen van het label was een opname van 'Caravan' door het orkest van Duke Ellington, dat in 1937 de twintigste plaats in de Amerikaanse poplijsten haalde. Nog datzelfde jaar ging het label door onder meer de hevige concurrentie ten onder.